# David Paich
David Frank Paich (Los Angeles, 25 de junho de 1954) é um tecladista, arranjador, cantor e compositor estadunidense, mais conhecido por seu trabalho com a banda de rock Toto. Com Toto, Paich lançou 17 álbuns e vendeu mais de 30 milhões de discos. Além disso, Paich contribuiu para uma série de artistas com suas composições e arranjos, incluindo o trabalho com Boz Scaggs extensivamente em 1970 e Michael Jackson na década de 1980.
Ele é filho do compositor de jazz, músico e arranjador Marty Paich.

## Prêmios
- 1974 - Emmy Award de Melhor Canção ou Tema: David Paich & Marty Paich (compositores) - "Light The Way", a partir do Ironside episódio "Once More For Joey"
- 1977 - Grammy Award de Melhor Canção de R & B : David Paich e Boz Scaggs (compositores) - "Lowdown", do álbum de Boz Scaggs - Silk Degrees
- 1982 - Grammy Award de Melhor Arranjo Vocal para duas ou mais vozes : David Paich (organizador) - "Rosanna", do álbum Toto IV
- 1982 - Grammy Award de Melhor Arranjo Instrumental Acompanhando Vocalista(s): Jerry Hey, David Paich e Jeff Porcaro (arranjadores) - "Rosanna", do álbum de Toto - Toto IV
- 1982 - Grammy Award para Gravação do Ano : Toto - "Rosanna", do álbum Toto IV
- 1982 - Grammy Award de Produtor do Ano: Toto - Toto IV
- 1982 - Grammy Award para Álbum do Ano: Toto - Toto IV